# Christophe Chabouté
Christophe Chabouté (Alsácia, França, 8 de fevereiro de 1967) é um quadrinista francês.

## Biografia
Christophe Chabouté, nascido em 08 de fevereiro de 1967, é de origem alsaciana. Frequentou os cursos de Belas Artes em Angoulême e Estrasburgo. A editora Vents d'Ouest publicou suas primeiras obras em 1993 em Les Récits, um álbum coletivo sobre Arthur Rimbaud. Porém ficou mais conhecido em 1998 através da publicação de Sorcières, pela Éditions Le Téméraire (premiado no Illzach Festival) e Quelques jours d'été (Festival de Angoulême). Ele também ilustrou romances para jovens. Seu trabalho Tout seul, considerado sua obra-prima, foi traduzido para o português com o título "Solitário" e lançado no Brasil pela editora Pipoca e Nanquim em 04 de julho de 2019.

## Álbuns

### Obras publicadas na França
1. Sorcières, Le Téméraire, 1998 (rééd. Vents d'Ouest, 2001).
2. Quelques jours d'été, éditions Paquet, 1998 (rééd. 1999 & 2004)
3. Zoé, collection Intégra, Vents d'Ouest, 1999
4. Pleine lune, collection Intégra, Vents d'Ouest, 2000
5. Un îlot de bonheur, Paquet, 2001
6. La bête, collection Intégra, Vents d'Ouest, 2002
7. Purgatoire, collection Equinoxe, Vents d'Ouest (PT-BR  Purgatório - volume único)
  1. Livro 1, 2003
  2. Livro 2, 2004
  3. Livro 3, 2005
8. Henri Désiré Landru, collection Intégra, Vents d'Ouest, 2006 (PT-BR Henri Desiré Landru)
9. Construire un feu, collection Equinoxe, Vents d'Ouest, 2007  - Baseado no romance homônimo de 1907 de Jack London
10. Tout seul, Vents d'Ouest, 2008 - (Sélection officielle du Festival d'Angoulême 2009) - (PT-BR  Solitário)
11. Terre-Neuvas, collection Intégra, Vents d'Ouest, 2009
12. Fables Amères, De Tout Petits Riens, Vents d'Ouest, 2010
13. Princesses aussi vont au petit coin (Les), Vents d'Ouest, 2011
14. Un peu de bois et d'acier, Vents d'Ouest, 2012 (PT-BR Um pedaço de madeira e aço)[2]
15. Moby Dick, Vents d'Ouest- Adaptação do livro de Herman Melville publicado em 1851 (PT-BR Moby Dick - volume único)
  1. Livro 1 (2014)
  2. Livro 2 (2014)
16. Yellow Cab, d'après le livre de Benoît Cohen, Vents d'Ouest, 2021 (PT-BR Yellow Cab)
17. Musée,  Vents d'Ouest, 2023 (PT-BR Museu)

### Obras publicadas em Portugal
1. Acender uma Fogueira, Levoir, 2020 [3]

### Obras publicadas no Brasil
1. Moby Dick ,  Pipoca e Nanquim, 2017
2. Um pedaço de madeira e aço,  Pipoca e Nanquim, 2018
3. Solitário,  Pipoca e Nanquim, 2019
4. Henry Desiré Landru,  Pipoca e Nanquim, 2020
5. Yellow Cab,  Pipoca e Nanquim, 2021
6. Purgatório,  Pipoca e Nanquim, 2022
7. Museu,  Pipoca e Nanquim, 2023

## Prêmios e indicações
| Ano  | Resultado | Prêmio                              | Obra                                                                    |
| ---- | --------- | ----------------------------------- | ----------------------------------------------------------------------- |
| 2018 | Indicado  | Best Writer/Artist                  | Moby Dick (Dark Horse); Alone, Park Bench (Gallery 13/Simon & Schuster) |
| 2018 | Indicado  | Best Adaptation from Another Medium | Herman Melville’s Moby Dick                                             |

| Ano  | Resultado | Prêmio                          | Obra                |
| ---- | --------- | ------------------------------- | ------------------- |
| 2006 | Venceu    | Grande Prêmio RTL de Quadrinhos | Henri Désiré Landru |